# فرودگاه شهرستان مونرو (ایندیانا)
فرودگاه مونرو کانتی (ایندیانا) (به انگلیسی: Monroe County Airport (Indiana)) یک فرودگاه همگانی بهره‌برداری هوایی با کد یاتا BMG است که یک باند فرود آسفالت دارد و طول باند آن ۱۹۸۱ متر است. این فرودگاه در شهر بلومینگتون، ایندیانا کشور ایالات متحده آمریکا قرار دارد و در ارتفاع ۲۵۸ متری از سطح دریا واقع شده‌است.